# مسجد علیخان اشکنان
مسجد علیخان اشکنان مربوط به دوران‌های تاریخی پس از اسلام است و در شهرستان لامرد، اشکنان، داخل شهر واقع شده و این اثر در تاریخ ۲۵ اسفند ۱۳۷۹ با شمارهٔ ثبت ۳۰۷۰ به‌عنوان یکی از آثار ملی ایران به ثبت رسیده است.
یادگاری از زمان گذشته و مردی مومن و رعیت دوست که حتی هزینه ساخت مسجد را به نجف فرستاد تا اول متبرک بشود به حرم حضرت علی (ع) و سپس اقدام به ساخت مسجد کرد،سال۱۲۹۲ هجری قمری ساختن مسجد توسط رئیس علیخان و با کوشش و تلاش معماران با سلیقه شروع شد و در سال ۱۲۹۷ هجری قمری به بهره برداری رسید. 
مساحت مسجد ۶۰۰متر می باشد مسجد دارای یک صحن و  دو شبستان در بالا و پایین میباشد که سقف شبستان زیر زمین از پایین گنبدی شکل و از بالا صاف میباشد که بین ان را با اجر و گچ پر کرده اند هر دو شبستان دارای محراب میباشد که محراب شبستان اصلی دارای نقش و نگارهای ویژه و زیبایی میباشد
مسجد دارای یک حوض خانه زیبا و چاه اب می باشد که در کنار مسجد وجود دارد
در گذشته مردم از اب حوض مسجد برای وضو استفاده میکردند
یکی از ویژگی های جذاب این مسجد گچبری های زیبای ان که با نقوشی خیره کننده بسیار زیبا میباشد
در گچبری ها رنگ سبز نیز بکار رفته بوده است که در تعمیرات از بین رفته است. همچنین مصالح به کار رفته در سقفش که بسیار زیبا میباشد  و چوب های سقف  که رنگ شده از رنگ های طبیعی میباشد با نقوشی زیبا است
مسجد دارای دو کتبیه میباشد کتیبه در ورودی در مورد سازنده مسجد و ناصرالدین شاه قاجار و سال ساخت مسجد که ۱۲۹۷ هجری قمری اشاره دارد.و دومین کتیبه در مورد ازدواج دختران و.... اشاره دارد. 